# Microscopi òptic
Un microscopi òptic, sigui simple o compost, és un microscopi basat en lents òptiques. El desenvolupament d'aquest aparell s'associa amb els treballs d'Anton van Leeuwenhoek i els seus escrits a la Royal Society, en els que va descriure per primera vegada (1683) l'existència d'animàculs.

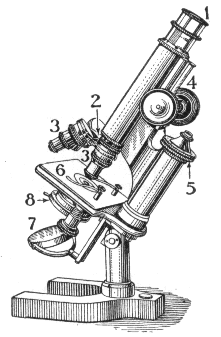
Principals elements d'un microscopi: 1. ocular 2. revòlver; 3. objectiu; 4. mecanisme d'enfocament; 5. platina; 6. mirall, 7. condensador.

## Microscopi simple
Els microscopis de Leeuwenhoek constaven d'una sola lent petita i convexa muntada sobre una planxa amb un mecanisme per a subjectar el material que s'anava a examinar (la mostra). Aquest ús d'una única lent convexa es coneix com a microscopi simple, en el qual s'inclou la lupa, entre altres aparells òptics.

## Microscopi compost

Esquema de funcionament del microscopi òptic: l'objectiu produeix una imatge de l'objecte propera a l'ocular, i invertida. L'ocular augmenta aquesta imatge. F_{1} són els focus de l'objectiu i F₂ els focus de l'ocular, i les línies representen el recorregut dels raigs de llum.

El següent diagrama mostra un microscopi compost (que té més d'una lent). En la seva forma més simple, com la que va utilitzar Robert Hooke, té una sola lent de vidre de distància focal curta que se situa prop de l'objecte (l'objectiu), i una altra lent de vidre prop de l'ull de l'observador (l'ocular). Aquest tipus de microscopis s'utilitzen especialment per a examinar objectes transparents o tallats en làmines tan fines que transparenten.
Els microscopis d'aquest tipus solen ser més complexos, amb diverses lents tant en l'objectiu com en l'ocular. L'objectiu d'aquestes lents és el de reduir les aberracions, concretament l'aberració cromàtica i l'aberració esfèrica. En els microscopis moderns, el mirall se substitueix per un llum que ofereix una il·luminació estable i controlable.
Els microscopis composts s'utilitzen per estudiar espècimens prims, ja que la seva profunditat de camp és molt limitada. En general, s'utilitzen per a examinar cultius, preparacions triturades o una làmina molt fina d'un material qualsevol. Normalment depèn de la llum que travessi la mostra des de baix i usualment són necessàries tècniques especials per a augmentar el contrast de la imatge.
La resolució dels microscopis òptics està restringida per un fenomen anomenat difracció que, depenent de l'obertura numèrica (AN o {\displaystyle A_{N}}) del sistema òptic i la longitud d'ona de la llum utilitzada ({\displaystyle \lambda }) -que és la llum visible fotònica-, estableix un límit definit ({\displaystyle d}) a la resolució òptica. Suposant que les aberracions òptiques fossin menyspreables, la resolució màxima assolible seria: 
{\displaystyle d={\frac {\lambda }{2A_{N}}}}
Normalment, se suposa una {\displaystyle \lambda } de 550 nm, corresponent a la llum verda. Si el medi és l'aire, la {\displaystyle A_{N}} pràctica màxima és de 0,95, i en el cas d'oli de fins a 1,5.
Això implica que, fins i tot el millor microscopi òptic està limitat a una resolució d'uns 0,2 micròmetres. Es pot millorar una mica la resolució disminuint la longitud d'ona, el que s'aconsegueix amb microscopis de llum ultraviolada.

## Microscopi binocular
Els microscopis binoculars poden ser simples (anomenats estereoscòpics o de dissecció) o compostos.
Actualment, gairebé tots els microscopis compostos professionals són binoculars. El disseny d'aquest instrument és diferent al del diagrama de més amunt i les seves capacitats són bastant diferents. Utilitza dos oculars (de vegades, dos microscopis) amb la intenció d'oferir angles de visió lleugerament diferents als ulls esquerre i dret. D'aquesta forma es produeix una visualització tridimensional (3-D) de la mostra examinada. Un dels oculars incorpora un mecanisme que permet ajustar la visió a les diòptries de l'observador. La font de llum és elèctrica i pot regular-se amb un reòstat. Tots tenen un diafragma entre la font de llum i el condensador, que modifica el contrast i la profunditat de camp de l'aparell. La resolució pot augmentar-se utilitzant la tècnica d'immersió en oli mineral de l'objectiu.
El microscopi binocular simple sol utilitzar-se per a estudiar augmentades les superfícies d'espècimens sòlids (de fet és una lupa millorada). El microscopi binocular compost requereix un processament previ del teixit o material a observar. Les mostres líquides s'acostumen a observar emprant el mètode de la gota penjant amb un portaobjectes especial, molt útil per examinar en fresc la motilitat bacteriana. Amb objectius especials es pot canviar la clàssica imatge del microscopi de camp clar, alterant la lluminositat, i obtenir així una imatge de contrast de fase. Afegint un filtre opac entre la llum i un condensador adaptat s'obté una visió en camp fosc.

## Galeria d'imatges (objectius i oculars)

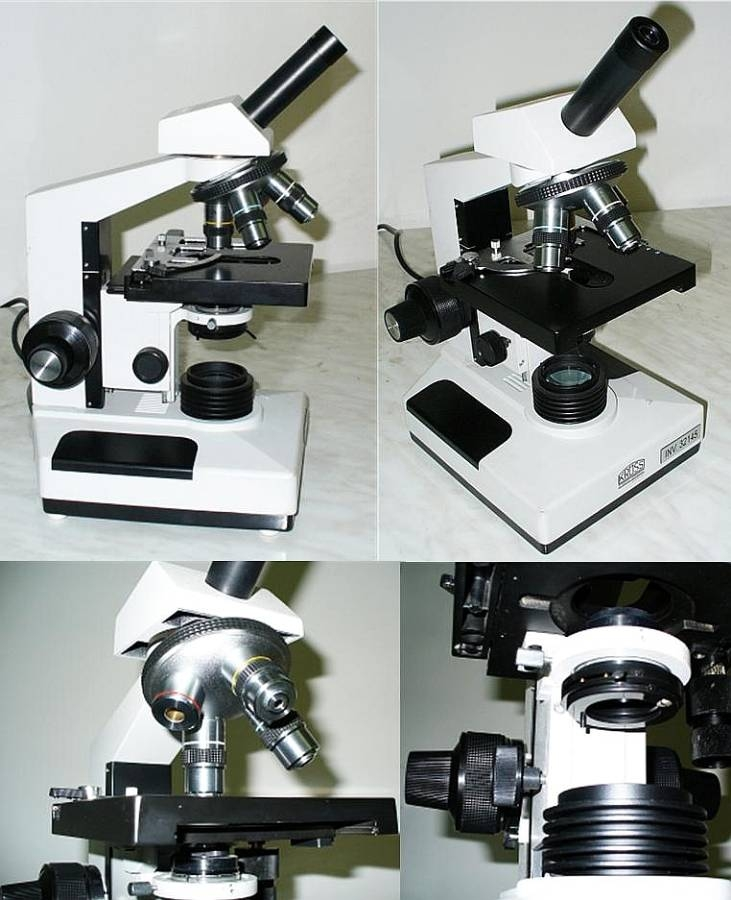
Microscopi compost monocular Krüss (alemany)
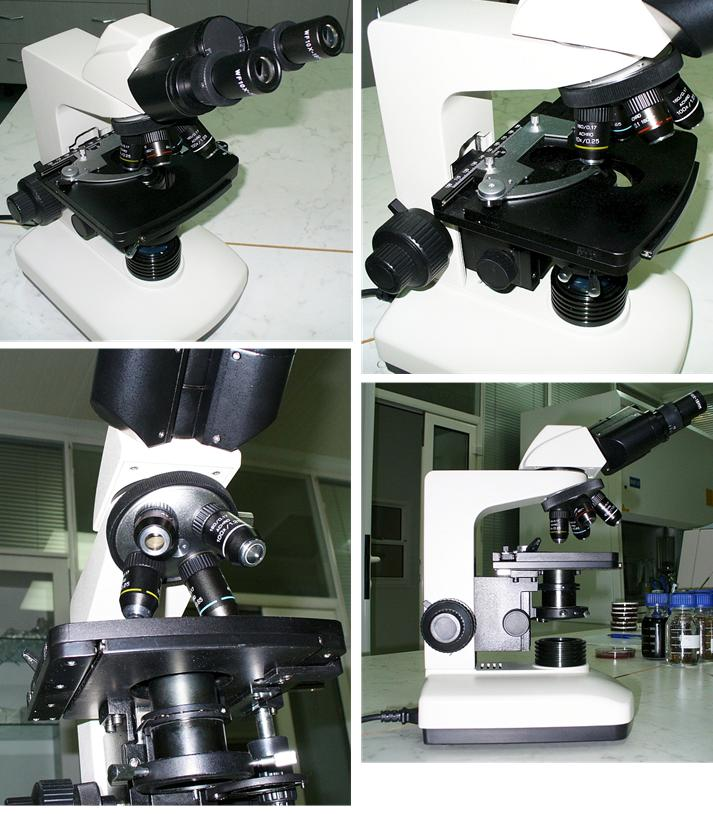
Microscopi compost binocular, amb oculars de 10X i quatre objectius
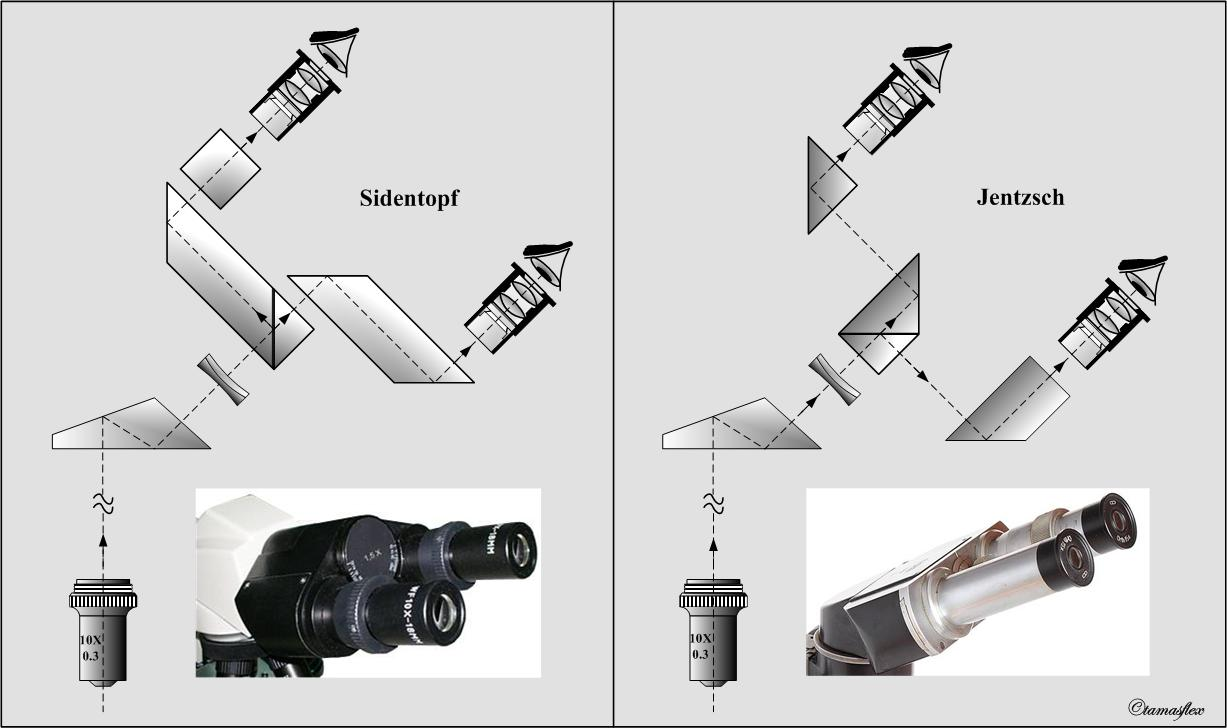
Esquema del funcionament d'uns oculars tipus Siedentopf i Jentzsch (amb objectiu de 10X abaix, esquerra)
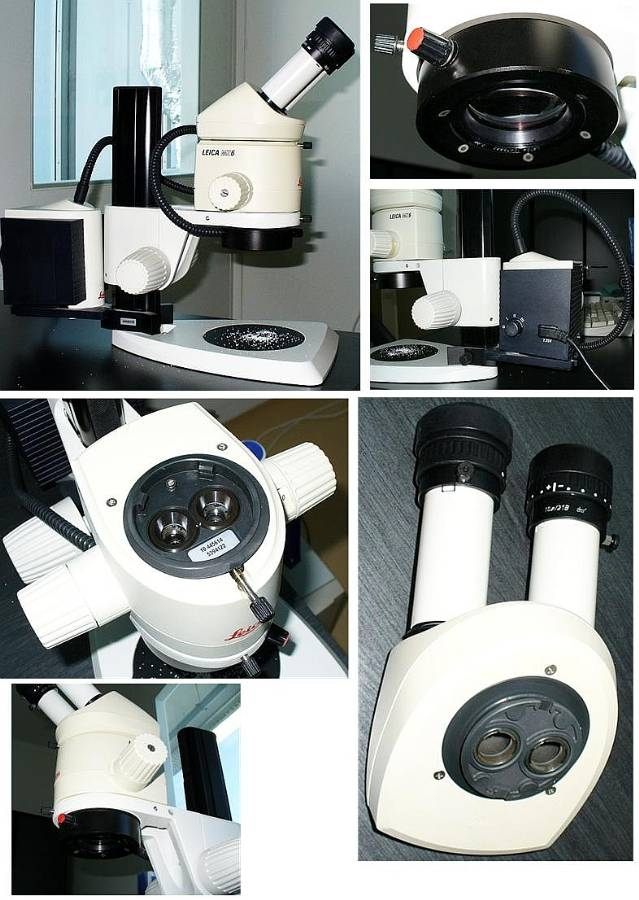
Microscopi simple binocular (microscopi estereoscòpic) Leica. Ocular dret amb sistema per ajustar diòptries (abaix, dreta)
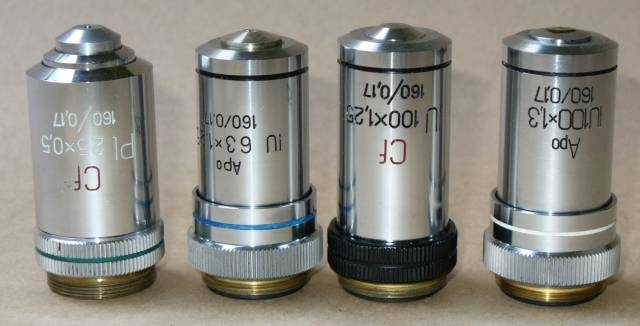
Objectius Nikon CF i Leica Apo de diferents característiques
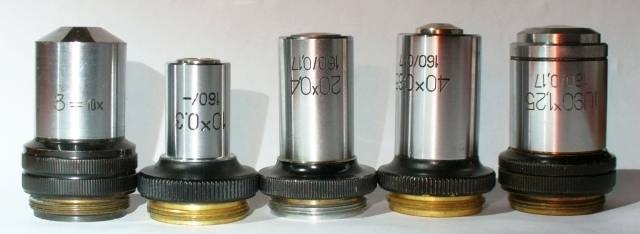
Objectius de diferents augments
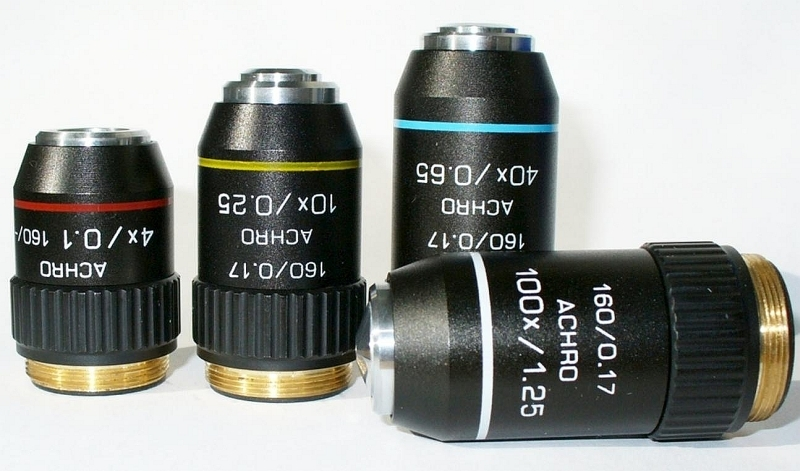
Objectius acromàtics de 4 a 100X
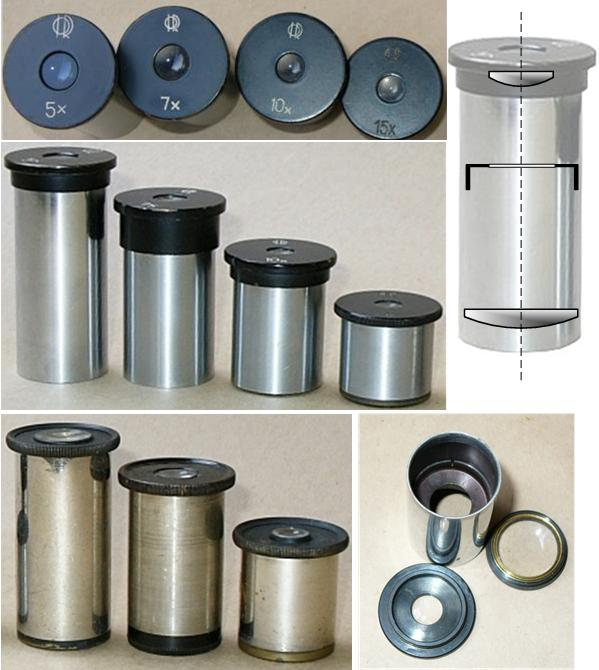
Oculars de diferents augments. Es poden veure les peces d'un clàssic muntatge tipus Huygens (abaix, dreta)
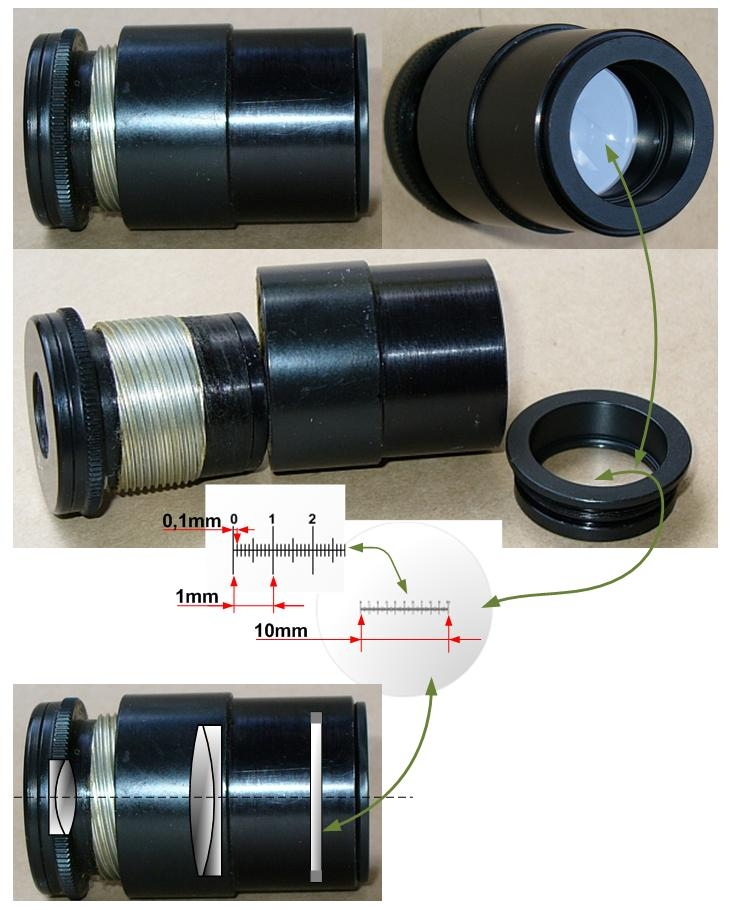
Retícula d'un ocular
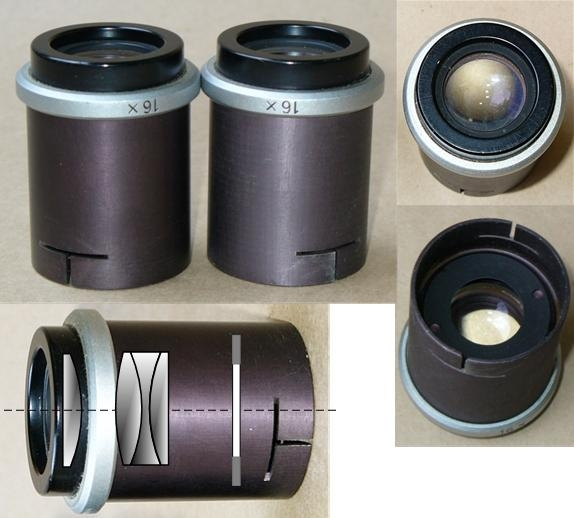
Oculars ortoscòpics de 16X
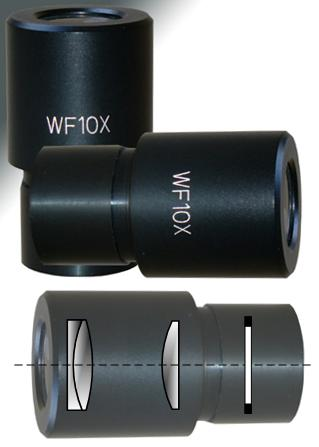
Ocular de camp ampli (Wide Field). 10X
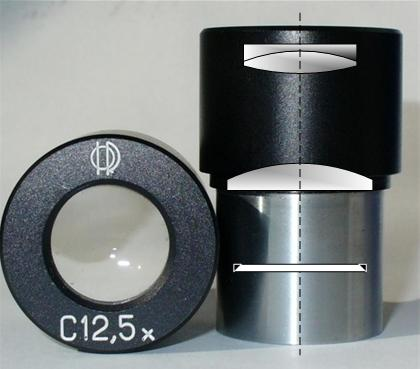
Ocular de 12,5X

## Parts mecàniques d'un microscopi compost monocular

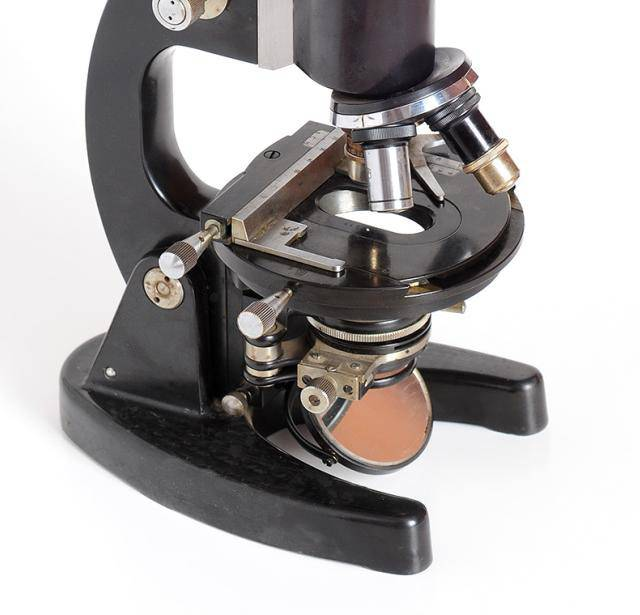
Peanya i font de llum (mirallet)
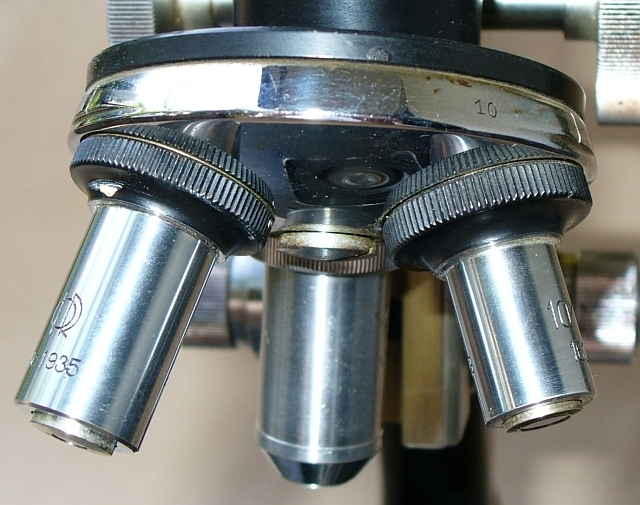
Mecanisme de revòlver dels objectius
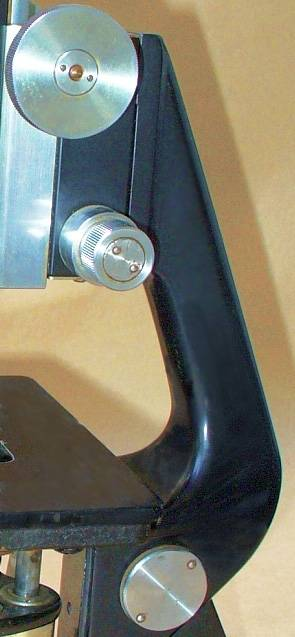
Braç
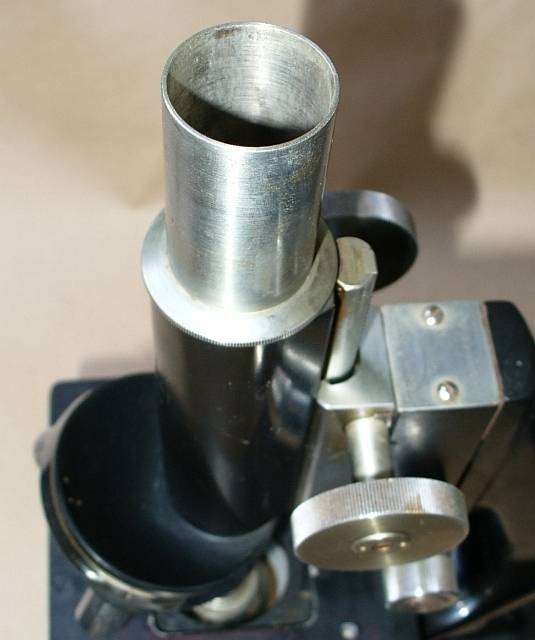
Tub d'observació sense ocular
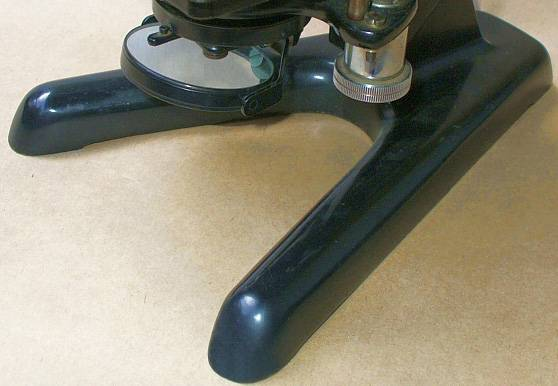
Base
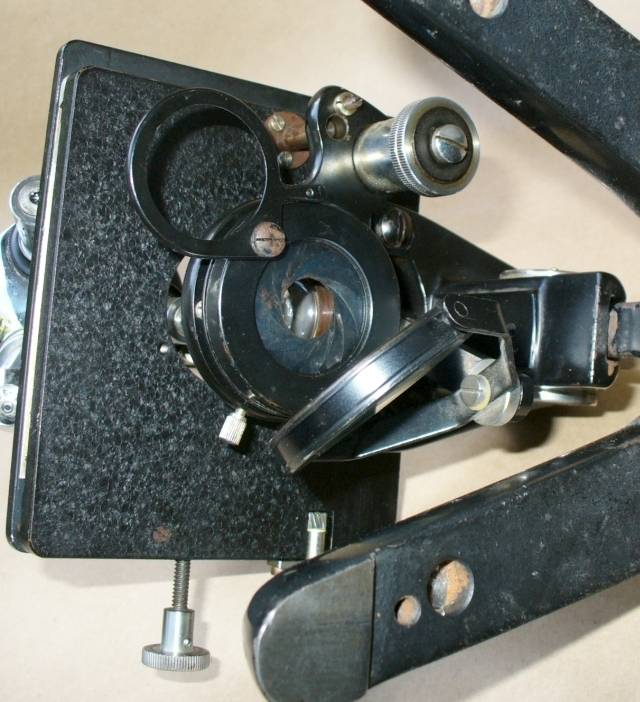
Sistema de regulació del condensador de llum, amb anella per filtres
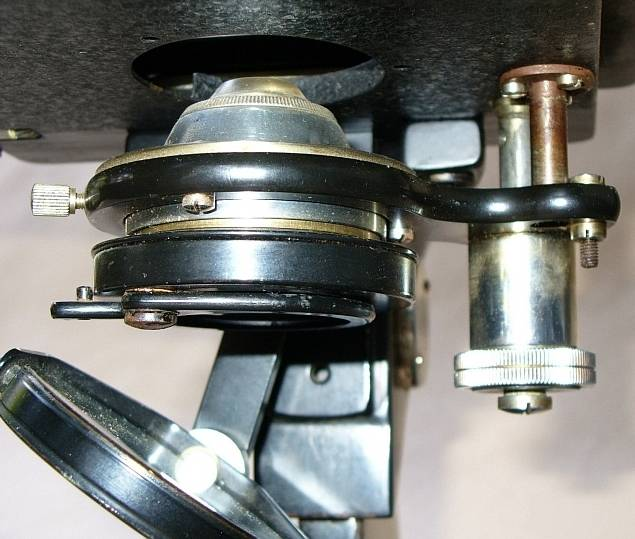
Mirall inclinat per una correcta reflexió de la llum
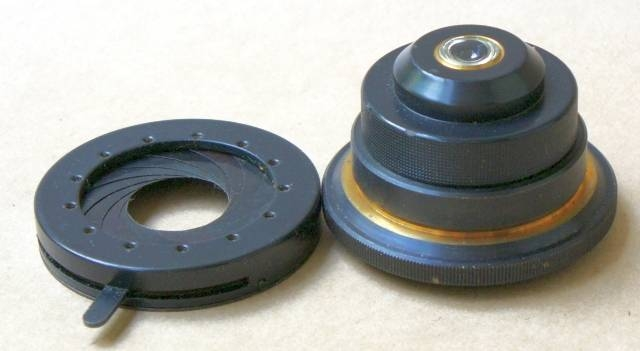
Condensador
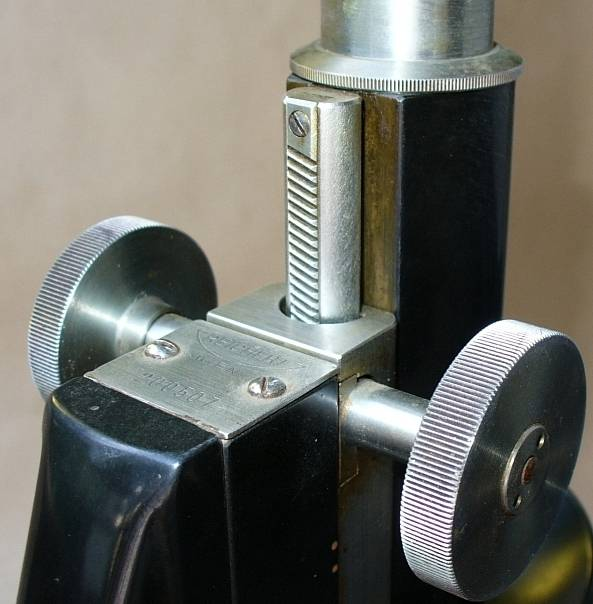
Mecanisme de cremallera per pujar i baixar el tub
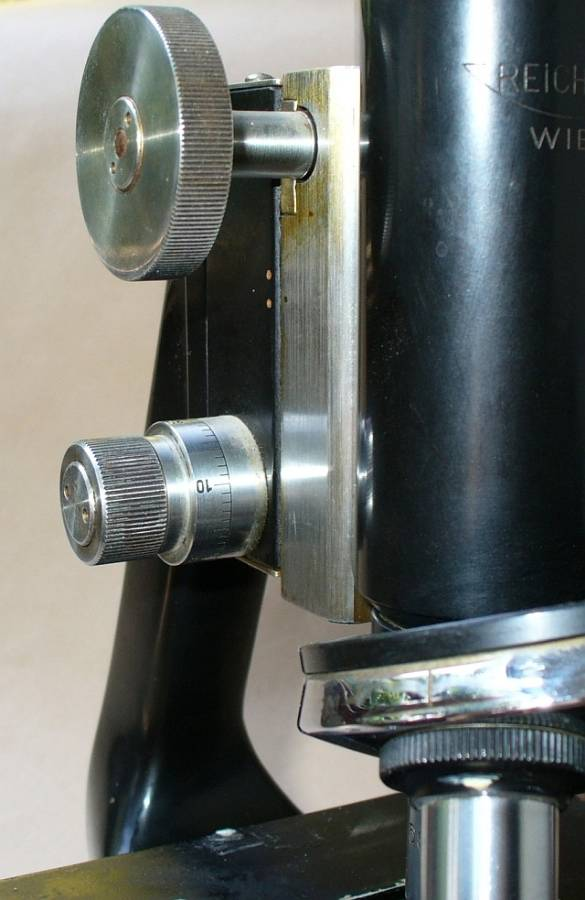
Rodetes d'enfoc (macro i micromètric)
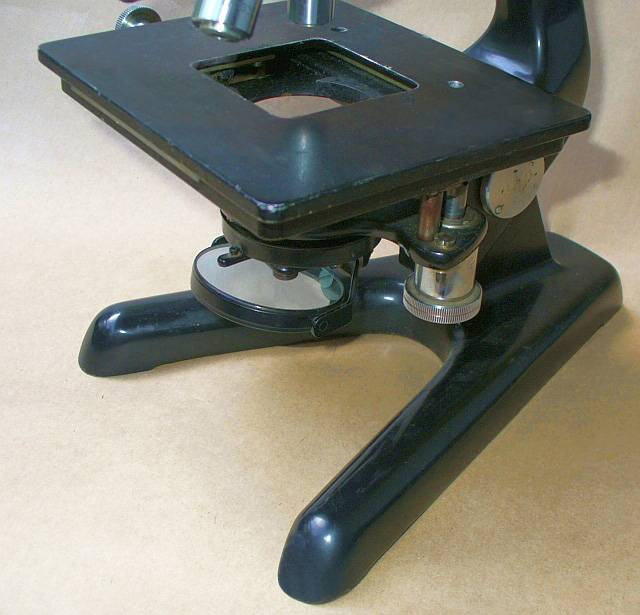
Platina